# 伊夫·普利康
伊夫·普利康（法語：Yves Pouliquen，1931年2月17日—2020年2月5日），法国眼科医师，法兰西学术院院士，长期从事眼角膜病理学研究。

## 生平
1931年生于芒什省莫尔坦，后移居阿夫朗什。先后就读于路易大帝中学、巴黎医学院。长期从事眼角膜病理学研究。1979年升任教授，并担任眼科系主任。1980年至1996年，担任巴黎主宫医院眼科科室主任。1992年当选國立醫學科學院院士。2001年当选法兰西学术院院士。1997年至2009年，担任法国预防失明组织主席。2020年2月5日逝世。